# Подленже (Лодзинське воєводство)
Подленже (пол. Podłęże) — село в Польщі, у гміні Свіниці-Варцькі Ленчицького повіту Лодзинського воєводства.
Населення — 94 особи (2011).
У 1975-1998 роках село належало до Конінського воєводства.

## Демографія
Демографічна структура станом на 31 березня 2011 року:
|          | Загалом | Допрацездатний вік | Працездатний вік | Постпрацездатний вік |
| -------- | ------- | ------------------ | ---------------- | -------------------- |
| Чоловіки | 46      | 4                  | 37               | 5                    |
| Жінки    | 48      | 3                  | 27               | 18                   |
| Разом    | 94      | 7                  | 64               | 23                   |